# Saleh al-Arouri
Saleh al-Arouri, traslitterato anche come Salah al-Arouri o Salih al-Aruri (in arabo صالح العاروري‎?; Ramallah, 19 agosto 1966 – Beirut, 2 gennaio 2024), è stato un politico palestinese, importante esponente di Hamas, della cui ala militare, le Brigate Ezzedin al-Qassam, fu uno dei comandanti fondatori, formazione inserita nella lista delle organizzazioni terroristiche di Unione europea, Stati Uniti d'America, Australia, Regno Unito e Israele.
Era considerato il vicepresidente dell'ufficio politico di Hamas e il comandante militare palestinese della Cisgiordania, ed è stato descritto come "un operatore capace, carismatico, sospettoso e astuto, con ottimi collegamenti". Il governo degli Stati Uniti accusava al-Arouri di essere stato "un leader militare di alto rango di Hamas fin dai tempi del suo ruolo di leader di una cellula studentesca di Hamas all'Università di Hebron, all'inizio degli anni '90".
Ha agito anche come reclutatore ed è stato attivamente coinvolto nella raccolta e nel trasferimento di fondi per conto di Hamas. Era oggetto di una taglia di 5 milioni di dollari da parte del programma Rewards for Justice. Nell'ottobre 2023 questa taglia fu raddoppiata dagli Stati Uniti a 10 milioni di dollari, da destinare in favore di chi avesse fornito informazioni su di lui. Al-Arouri, comunque, aveva potuto muoversi attraverso vari paesi come Turchia, Qatar, Libano, concedendo interviste.

## Biografia
Al-Arouri è nato il 19 agosto 1966 a Ramallah in Cisgiordania. Nel 1985 si iscrisse all'Università di Hebron per studiare la legge della Sharia. È stato eletto capo della fazione islamica all'università, dove ha stabilito legami con Kutla Islamiya (Blocchi islamici), l'ala giovanile di Hamas nel campus. Attraverso il suo legame con Kutla Islamiya, al-Arouri incontrò Muin Shahib, un agente di Hamas con sede all'Università di Bir Zeit che reclutò al-Arouri nei ranghi di Hamas e gli affidò il finanziamento di un'infrastruttura per l'apparato militare di Hamas a Hebron.
Nel novembre 1990 al-Arouri fu arrestato dalle autorità israeliane nell'ambito di un'inchiesta sull'uccisione di tre minorenni israeliani. Trascorse solo sei mesi in prigione, ma fu nuovamente arrestato poco dopo. Inizialmente in detenzione amministrativa, ha trascorso 15 anni in prigione per il suo ruolo preminente ricoperto all'interno di Hamas.
Nel 2007, al-Arouri è stato nuovamente arrestato dalle autorità israeliane e rilasciato nel marzo 2010, probabilmente per il suo ruolo decisivo nella liberazione del soldato israeliano Gilad Shalit, catturato da Hamas nel 2006. Al-Arouri è stato successivamente espulso da Gaza poiché si riteneva che la sua presenza rappresentasse una minaccia per Israele.
Quando fu rilasciato dalla prigione in Israele nel 2007, disse agli intervistatori che abiurava gli attacchi terroristici, affermando che Hamas "viene danneggiato se prendiamo di mira i civili". Fu espulso da Israele poco dopo il suo rilascio dalla prigione e si trasferì a Damasco, in Siria, dove si unì all'ufficio politico di Hamas guidato da Khaled Meshaal. Quando Khaled Meshal lasciò Damasco all'inizio della guerra civile siriana al-Arouri si trasferì a Istanbul, in Turchia, dove stabilì il proprio ufficio.
Si ritiene che Al-Arouri vivesse in Turchia, anche se nel dicembre 2015 circolavano voci secondo cui avrebbe lasciato volontariamente il Paese e stesse "facendo la spola tra il Libano e il Qatar". Il Qatar ha ospitato per anni Khaled Meshaal, capo politico di Hamas, nonché la sede dell'ufficio politico di Hamas. Ynet News ha riferito che la partenza di Al-Arouri faceva parte degli sforzi di riconciliazione tra Turchia e Israele, ed è stata discussa durante l'incontro tenutosi all'inizio di dicembre tra il presidente turco Recep Tayyip Erdoğan, il primo ministro turco Ahmet Davutoğlu e la guida politica di Hamas Khaled Meshaal. Nel giugno 2017 venne poi espulso anche dal Qatar.
L'8 ottobre 2023, dopo l'attacco terroristico di Hamas contro Israele del 2023, al-Arouri ha dichiarato ad Al-Jazeera: "Siamo preparati a tutte le opzioni, inclusa la guerra totale" e "Siamo pronti a fare tutto ciò che è necessario per la dignità e la libertà del nostro popolo”.
Viene ucciso in un raid aereo israeliano il 2 gennaio 2024 in un sobborgo di Beirut assieme ad altri sei membri di Hamas.